# Brain Magazine
Pour les articles homonymes, voir Brain.
Brain Magazine est un magazine culturel web français à dominante musicale. Fondé en 2007 par Anaïs Carayon, actuelle rédactrice en chef, épaulée par Josselin Bordat. Le magazine, qui comptait une quarantaine de collaborateurs, avait fondé une agence de communication en 2012. Il s'arrête en mai 2022.

## Ligne éditoriale
Brain se définit comme un « magazine Intellol ». Le magazine est en grande partie consacré à la musique et plus particulièrement aux musiques électroniques ; son champ éditorial ne se limite toutefois pas au monde musical, et explore des sujets tant culturels, artistiques que sociétaux, à travers articles, reportages et interviews, et à travers ses pages pute et président. Son ton est qualifié de « décalé », parfois provocateur et humoristique, la revue Les Inrockuptibles qualifiant le magazine de « webzine rock'n'roll et gonzo ».

## Activités annexes

### Événements musicaux
Le magazine organise de façon périodique plusieurs événements musicaux consacrés aux musiques électroniques, via des soirées dans des clubs parisiens, ainsi qu'au rock avec l'organisation de concerts. On compte notamment : 
- Les soirées « Decade », résidences périodiques au club parisien le Social Club, avec la venue d'artistes tels que The XX, Metronomy, Hot Chip, Joakim, DJ Feadz ou  Laurent Garnier, les styles musicaux pouvant aller des années 1960 aux années 2000, ainsi que les soirées « Bingo » et le Bal des Branchets[7].
- Les « Basement Sessions », des concerts rock à fréquence mensuelle[8].
- Les Brain Roller Party au Wanderlust.
- Les Bingos Brain un peu partout dans Paris.

### Édition
En octobre 2011, Brain Magazine se lance dans l'édition et publie son premier ouvrage. Il s'agit du livre Comment devenir un ninja gratuitement ?, issu du blog du même nom, site qui compile une sélection de « perles » de requêtes tapées dans les moteurs de recherche Internet.

### Télévision
Depuis fin novembre 2013, la rubrique Page Pute du site Brain Magazine fait l'objet d'une adaptation télévisuelle hebdomadaire intitulée Minute Pute et diffusée tous les samedis midis dans Clique, l'émission de Mouloud Achour sur Canal+.